# Cynarospermum
- Commons
- Wikispecies

Cynarospermum é um gênero botânico família Acanthaceae, subfamília Acanthoideae.

## Espécies
Apresenta uma única espécie:
- Cynarospermum asperrimum (Nees) K.Vollesen